# Ines Pellegrini
Pour les articles homonymes, voir Pellegrini.
Ines Pellegrini, née à Milan le 7 novembre 1954, est une actrice italienne d'origine érythréenne.

## Biographie

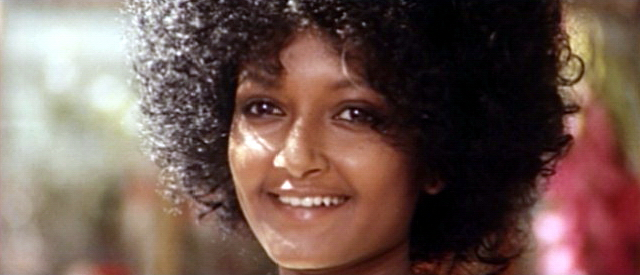
Ines Pellegrini dans Chats rouges dans un labyrinthe de verre (1975).

Du côté de sa mère, elle est d'origine érythréenne. Sa carrière commence en 1973 avec le film Il brigadiere Pasquale Zagaria ama la mamma e la polizia de Mario Forges Davanzati et se poursuit jusqu'en 1985 avec un petit rôle dans le film Sono un fenomeno paranormale  de Sergio Corbucci.
Quand Pier Paolo Pasolini l'a vue la première fois, l'a surnommée « La Mangano nera » (« la Mangano noire ») et l'a fait tourner deux fois (Les Mille et Une Nuits et Salò ou les 120 Journées de Sodome).
Elle s'installe ensuite aux États-Unis avec son mari italien Giulio. Depuis, elle aide les pauvres et les sans-abri de Los Angeles.

## Filmographie

### Cinéma
- 1973 : Li chiamavano i tre moschettieri... invece erano quattro de Silvio Amadio : une servante noire de la reine
- 1973 : Provaci anche tu Lionel de Roberto Bianchi Montero : la sœur
- 1973 : Il brigadiere Pasquale Zagaria ama la mamma e la polizia de Mario Forges Davanzati : Aida
- 1974 : Rivages sanglants (Noa Noa) d'Ugo Liberatore :
- 1974 : Seduzione coniugale de Franco Daniele :
- 1974 : Les Mille et Une Nuits de Pier Paolo Pasolini : Zumurrud
- 1974 : Il bacio de Mario Lanfranchi : Myosotis
- 1975 : Chats rouges dans un labyrinthe de verre (Gatti rossi in un labirinto di vetro) d'Umberto Lenzi : Naiba Campbell
- 1975 : Salò ou les 120 Journées de Sodome de Pier Paolo Pasolini : l'esclave
- 1975 : Trinita, nous voilà (Noi non siamo angeli) de Gianfranco Parolini : une spectatrice de boxe
- 1976 : La lycéenne se marie (Scandalo in famiglia) de Marcello Andrei
- 1976 : La madama de Duccio Tessari : Irma
- 1976 : Annie ou la Fin de l'innocence (La fine dell'innocenza) de Massimo Dallamano : Sarah
- 1977 : Orazi e curiazi 3-2 de Giorgio Mariuzzo : Tronia
- 1977 : Italia: ultimo atto? de Massimo Pirri : une étudiante dans Park Bench
- 1978 : La Guerre des robots (La guerra dei robot) d'Alfonso Brescia : Sonia
- 1978 : Poupées sur canapé (Una bella governante di colore) de Luigi Russo : Myriam
- 1978 : Comincerà tutto un mattino: io donna tu donna d'Angelo Pannacciò : Eva
- 1978 : Violez les otages ! de Giovanni Brusadori : Terry
- 1980 : L'ebreo fascista de Franco Molè : l'Abyssinienne
- 1981 : Peccato originale de Mario Sabatini
- 1985 : Sono un fenomeno paranormale de Sergio Corbucci

### Télévision
- 1977 :  Il superspia, de Eros Macchi (série TV)

## Revues
- Playboy (éd. italienne) n° 11 - IIIe année, novembre 1974
- Playmen, mai 1977